# Municipio de Sweet Home
El municipio de Sweet Home (en inglés: Sweet Home Township) es un municipio ubicado en el condado de Clark en el estado estadounidense de Misuri. En el año 2010 tenía una población de 304 habitantes y una densidad poblacional de 3,74 personas por km².

## Geografía
El municipio de Sweet Home se encuentra ubicado en las coordenadas 40°30′37″N 91°40′7″O / 40.51028, -91.66861. Según la Oficina del Censo de los Estados Unidos, el municipio tiene una superficie total de 81.19 km², de la cual 80,03 km² corresponden a tierra firme y (1,43 %) 1,16 km² es agua.

## Demografía
Según el censo de 2010, había 304 personas residiendo en el municipio de Sweet Home. La densidad de población era de 3,74 hab./km². De los 304 habitantes, el municipio de Sweet Home estaba compuesto por el 96,38 % blancos, el 0,33 % eran amerindios, el 0,33 % eran asiáticos, el 0,33 % eran de otras razas y el 2,63 % eran de una mezcla de razas. Del total de la población el 0,99 % eran hispanos o latinos de cualquier raza.